# La invasió dels bàrbars
La invasió dels bàrbars es una película española dirigida por Vicent Monsonís y estrenada en 2025. La cinta está rodada en valenciano y producida por Stanbrook, Arden Producciones y Alhena Production. Es una adaptación cinematográfica de la obra teatral de Chema Cardeña, estrenada en 2020. El filme explora la represión franquista, el expolio del patrimonio cultural y la memoria histórica.

## Argumento
La película entrelaza dos líneas temporales separadas por ochenta años. En 1939, una joven conservadora del Museo del Prado es interrogada por un coronel del ejército franquista que desea apropiarse de un cuadro. En el presente, su nieta lucha por localizar las fosas comunes donde podría estar enterrada su abuela. A través de estos relatos paralelos, el filme reflexiona sobre el silencio histórico, la justicia y el deber de recordar.

## Reparto
- Olga Alamán
- Jordi Cadellans
- Jordi Ballester
- Pep Munné
- Pepa Juan
- Pep Molina
- Fermí Reixach
- Josep Manel Casany
- Iria Márquez

## Producción
La película fue producida en 2024 y cuenta con el apoyo de diversas entidades públicas, como el Institut Valencià de Cultura, À Punt, 3Cat, RTVE e IVACE. El rodaje se llevó a cabo en diferentes localizaciones de Valencia.

## Estreno
Se estrenó el 31 de mayo de 2025 como película inaugural del Festival Internacional de Cinema en Català en Roda de Berà. También forma parte del programa Spanish Kaleidoscope del Ministerio de Cultura de España para la promoción del cine español.

## Recepción
La película obtuvo el «premio del público presencial» en el FIC-CAT 2025.